# Tramway de Plauen
Le tramway de Plauen est le réseau de tramways de la ville de Plauen, en Allemagne. Ouvert le 8 mai 1894, il compte actuellement 5 lignes.

## Réseau actuel

### Aperçu général
| Ligne | Trajet                                                                                     | Longueur | Durée du trajet |
| ----- | ------------------------------------------------------------------------------------------ | -------- | --------------- |
| 1     | Neundorf → Dittrichplatz → Tunnel → Am Albertplatz → Preißelpöhl                           | 4,8 km   | 18–20 Minuten   |
| 2     | Preißelpöhl → Am Albertplatz → Tunnel → Neue Elsterbrücke → Vogtlandklinikum → Waldfrieden | 5,9 km   | 21–23 Minuten   |
| 3     | Waldfrieden → Vogtlandklinikum → Neue Elsterbrücke → Tunnel → Dittrichplatz → Neundorf     | 6,4 km   | 22–24 Minuten   |
| 4     | Oberer Bahnhof – Am Albertplatz – Tunnel – Neue Elsterbrücke – Vogtlandklinikum – Reusa    | 5,2 km   | 19–21 Minuten   |
| 5     | Südvorstadt – Neue Elsterbrücke – Tunnel – Am Albertplatz – Plamag                         | 5,9 km   | 19–21 Minuten   |
| 6     | Plamag – Am Albertplatz – Tunnel – Neue Elsterbrücke – Vogtlandklinikum – Reusa            | 7,6 km   | 26–27 Minuten   |

### Matériel roulant
En 2013, deux rames Bombardier Flexity Classic sont livrés. Quatre autres rames seront livrés en 2014. Ces rames mesurent 21 mètres de long, pour 2,3 m de large.